# Claudine Guérin de Tencin

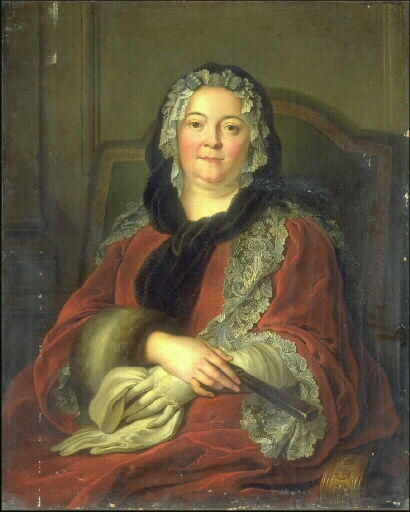
Claudine Guérin de Tencin (etwa 1740)

Claudine Alexandrine Guérin, Marquise de Tencin (* 27. April 1682 in Grenoble; † 4. Dezember 1749 in Paris) war eine bekannte französische Salonnière in Paris im Zeitalter der Aufklärung. Sie war die Tochter von Antoine Guérin, eines hohen Staatsbeamten, der seit 1684 am Parlament (Gerichtshof) von Grenoble conseiller au parlement de Grenoble, conseiller du roy en ses conseils, président à mortier au parlement de Grenoble und ab 1692 premier président au senat de Chambery wirkte. Ihre Mutter Louise de Buffévent (1651–1718) heiratete 1675 in Grenoble den Marquis de Tencin. Claudine Guérin de Tencin war die leibliche Mutter des Mathematikers und Vordenkers der Aufklärung Jean Baptiste le Rond d’Alembert.
Ihre Schwester Marie-Angélique, Gräfin von Ferriol, war in Paris eine einflussreiche Persönlichkeit in politischen Kreisen; ihr Bruder François wurde zum Präsidenten am Parlament (Gerichtshof) von Grenoble ernannt; ihre zweite Schwester war Marie-Françoise Gräfin von Grôlée und ihr zweiter Bruder Pierre Guérin de Tencin (1679–1758) Kardinal, Minister, Rektor der Sorbonne und Erzbischof von Embrun, später von Lyon.

## Leben

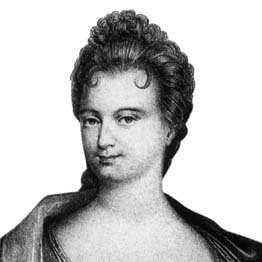
Claudine Alexandrine Guérin de Tencin in jüngeren Jahren

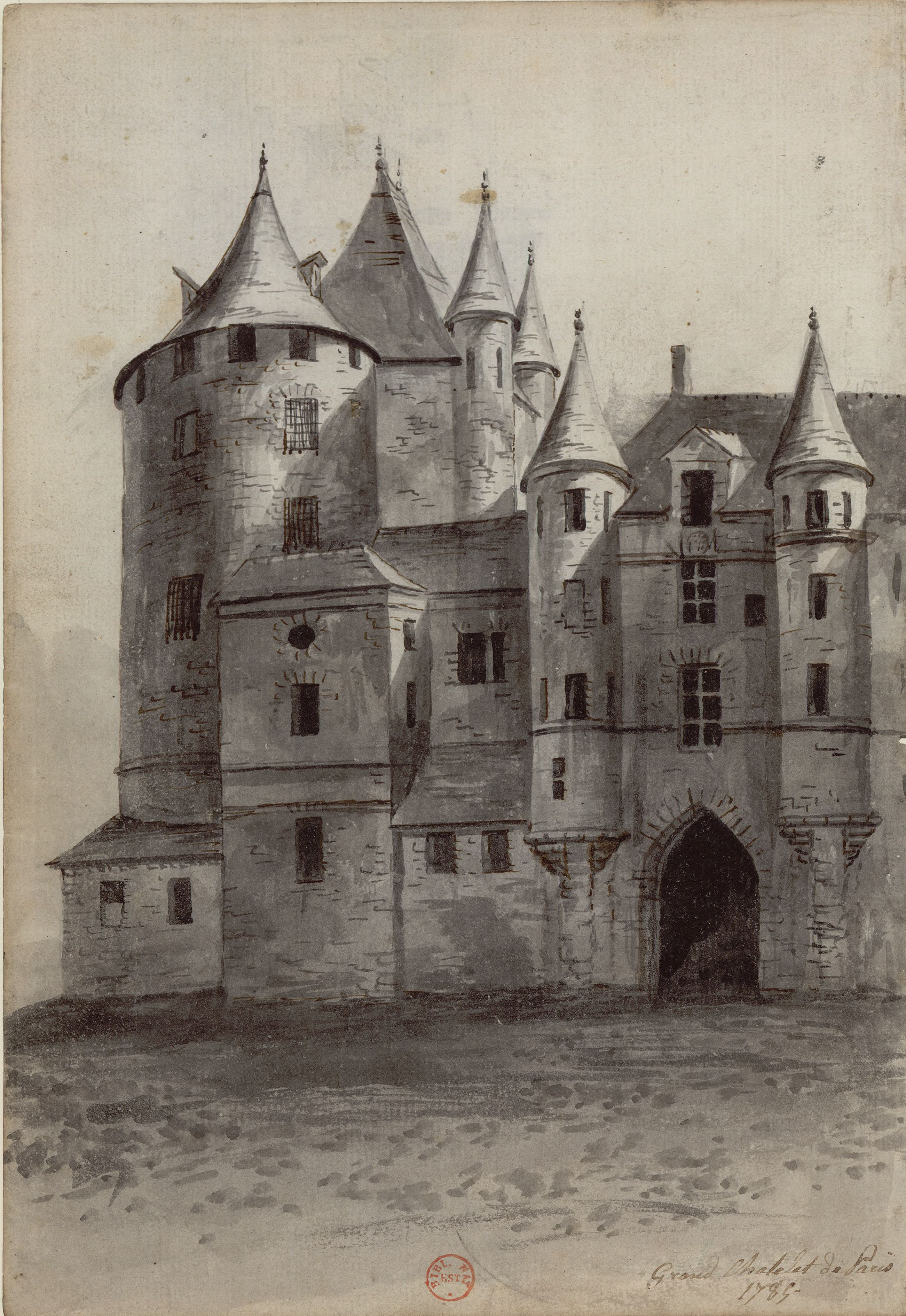
Das Grand Châtelet de Paris (1785)

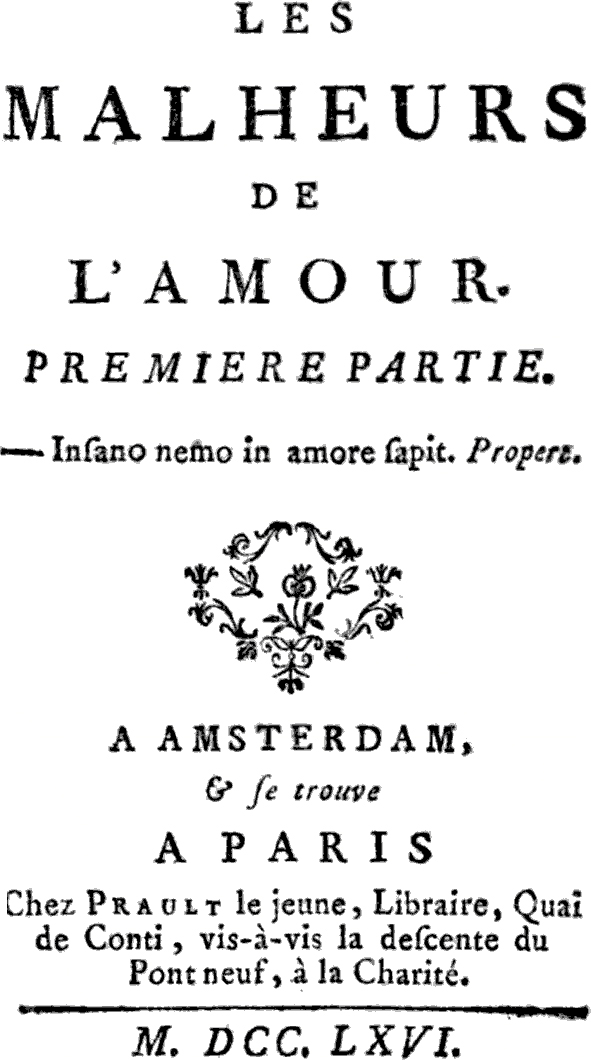
Titelblatt der Novelle Les Malheurs de l’amour (1747)

Die Großväter stammten beide aus Familien von Juristen; so war des Marquis de Tencins Vater François Guérin seit 1637 conseiller du roy en la cour de Grenoble, und mütterlicherseits war Abel de Buffévent, seigneur de Bussière († 1675) conseiller du roy en ses conseils d’Etat et privées, Président en la chambre des comptes de Dauphiné.
Claudine Alexandrine Guérin musste, wie damals oft der Fall, sich ihrer Familie beugen und in ein Kloster eintreten. Sie kam in das Dominikanerkloster von Montfleury, monastère royal de Montfleury in der Nähe ihrer Heimatstadt, aus dem sie aber nach dem Tod ihres Vaters, Antoine Guérin, sieur de Tencin († 1705) mit Hilfe ihres Bruders Pierre nach Paris floh. Im Jahr 1712 wurde sie durch päpstliches Dispens von ihrem Gelübde losgesprochen. Ihre Mutter war Louise de Buffévent (1651–1718), seit dem 22. September 1673 mit ihrem Vater, Antoine Guérin, sieur de Tencin (1641–1705) verheiratet. Claudine Alexandrine hatte noch zwei Schwestern und zwei Brüder, Marie-Angélique Guérin de Tencin (1674–1736), François Guérin de Tencin (1676–1742), Françoise Guérin de Tencin (* 1678), Pierre Guérin de Tencin (1680–1758).
In Paris wurde sie durch ihren Geist und ihre Schönheit schnell zum Mittelpunkt und für ihr bewegtes Liebesleben berühmt. Sie lebte zuerst im Haus ihrer Schwester  Marie-Angélique Guérin de Tencin – durch die Heirat mit Augustin de Ferriol, comte de Pont-de-Vesle (1653–1736) die spätere Madame de Ferriol – und gründete, nachdem sie sich an der Spekulationswelle bereichert hatte, die zu dem Law'schen Bankenkrach führte, im Jahr 1718 einen literarischen Salon in ihrem eigenen Haus in der Rue Saint-Honoré, einer Parallelstraße zur rue de Rivoli und unweit des Café de la Régence. Ihre Verehrer waren unter anderen der Marquis d’Argenson sowie der Minister und Kardinal Guillaume Dubois. Sie hatte dadurch politischen Einfluss und nutzte ihn, um sich zu bereichern und ihrem Bruder Pierre zu Erfolg zu verhelfen, der zum Kardinal und Minister aufstieg. Nach dem Tode von Kardinal Dubois († 1723) verlor sie ihren Einfluss.
Drei Jahre später war sie einige Wochen im Châtelet-Gefängnis und in der Bastille inhaftiert, weil sich ihr Liebhaber Charles-Joseph de La Fresnaye (1694–1726) in einem emotionalen Ausnahmezustand in ihrem Haus erschossen hatte. Von dem General der Artillerie Louis Camus Destouches hatte sie einen natürlichen Sohn, den sie im Jahr 1717 als Säugling vor der Kirche St-Jean-le-Rond de Paris aussetzte. Er kam später unter dem Namen Jean Baptiste le Rond d’Alembert als Mathematiker und Enzyklopädist zu Berühmtheit.
In ihrem literarischen Salon übernahm sie den Stil und die Besucher des Salons der Marquise de Lambert, aber auch Besucher des Salons der Marquise du Deffand. Zu den berühmten Zeitgenossen, die bei ihr verkehrten, zählten die Aufklärer Claude Adrien Helvétius, Lord Bolingbroke, Montesquieu, Marivaux und Fontenelle. Als letzterer vom Ableben Madame Tencins erfuhr, erklärte er ungerührt: „Wohlan, jetzt werde ich dienstags bei Madame Rodet Geoffrin speisen“.

## Werke
Als Schriftstellerin verfasste sie Romanzen, darunter die folgenden:
- Mémoires du Comte de Comminge. 1735. (deutsche Übersetzung von Ferdinand Hardekopf in: Französische Liebesgeschichten (Anthologie), Büchergilde Gutenberg, Zürich 1951)
- Le Siège de Calais. 1739 (Französischer Text als HTML).
- Les Malheurs de l’amour. 1747.
- Anecdotes de la cour et du règne d’Edouard II, Roi d’Angleterre. 1776.